# UFC on ABC: Ortega vs. Rodríguez
UFC on ABC: Ortega vs. Rodríguez（ユーエフシー・オン・エービーシー：オルテガ・バーサス・ロドリゲス、別名UFC on ABC 3）は、アメリカ合衆国の総合格闘技団体「UFC」の大会の一つ。2022年7月16日、ニューヨーク州エルモントのUBSアリーナで開催された。

## 大会概要
本大会はブライアン・オルテガとヤイール・ロドリゲスのフェザー級戦が組まれた。

## 試合結果

### プレリミナリーカード
第1試合 女子ストロー級 5分3R
○  エミリー・デュコテ vs.  ジェシカ・ペネ ×
3R終了 判定3-0（29-28、29-28、30-27）
第2試合 ミドル級 5分3R
○  ダスティン・シュトルツフス vs.  ドワイト・グラント ×
3R終了 判定3-0（29-28、29-28、29-28）
第3試合 ライトヘビー級 5分3R
○  ダスティン・ジャコビー vs.  チョン・ダウン ×
1R 3:13 KO（右ストレート）
第4試合 フェザー級 5分3R
○  ビル・アルジオ vs.  ハーバート・バーンズ ×
2R 1:50 TKO（棄権）
第5試合 バンタム級 5分3R
○  リッキー・シモン vs.  ジャック・ショア ×
2R 3:28 肩固め
第6試合 ミドル級 5分3R
○  プナヘレ・ソリアーノ vs.  ダルチャ・ランギアムブーラ ×
2R 0:28 KO（左ストレート→パウンド）

### メインカード
第7試合 女子フライ級 5分3R
○  ローレン・マーフィー vs.  ミーシャ・テイト ×
3R終了 判定3-0（30-27、30-27、29-28）
第8試合 フェザー級 5分3R
○  シェーン・ブルゴス vs.  シャルル・ジョーデイン ×
3R終了 判定2-0（29-28、29-28、28-28）
第9試合 フライ級 5分3R
○  マット・シュネル vs.  ス・ムダルジ ×
2R 4:24 三角絞め
第10試合 ウェルター級 5分3R
○  リー・ジンリャン vs.  ムスリム・サリコフ ×
2R 4:38 TKO（右ストレート→グラウンドの肘打ち連打）
第11試合 女子ストロー級 5分3R
○  アマンダ・レモス vs.  ミシェル・ウォーターソン ×
2R 1:48 ギロチンチョーク
第12試合 フェザー級 5分5R
○  ヤイール・ロドリゲス vs.  ブライアン・オルテガ ×
1R 4:11 TKO（右肩の負傷）

### 各賞
ファイト・オブ・ザ・ナイト：マット・シュネル vs. ス・ムダルジ
パフォーマンス・オブ・ザ・ナイト：アマンダ・レモス、リー・ジンリャン、プナヘレ・ソリアーノ、リッキー・シモン、ビル・アルジオ、ダスティン・ジャコビー
各選手にはボーナスとして5万ドルが授与された。

### カード変更
負傷などによるカードの変更は以下の通り。